# Boris Szczerbina
Boris Jewdokimowicz Szczerbina (ros. Борис Евдокимович Щербина, ur. 5 października 1919 w Debalcewie, zm. 22 sierpnia 1990 w Moskwie) – radziecki działacz partyjny i państwowy, członek KC KPZR (1976–1990), minister budownictwa przemysłu naftowego i gazowego ZSRR (1973–1984), zastępca przewodniczącego Rady Ministrów ZSRR (1984–1989), Bohater Pracy Socjalistycznej (1983).

## Życiorys
Od 1937 studiował w Instytucie Inżynierii Transportu Kolejowego w Charkowie, 1939 wstąpił do WKP(b). Uczestnik wojny ZSRR z Finlandią 1939–1940. W 1942 ukończył studia i został wybrany sekretarzem Obwodowego Komitetu Komsomołu w Charkowie, jednak wkrótce przeniósł się do pracy w KC Komsomołu w Moskwie. Po napaści Niemiec na ZSRR zajmował się organizacją wojskowego transportu kolejowego. Od 1944 ponownie był pracownikiem organów partyjnych, w 1948 ukończył Szkołę Partyjną przy KC Komunistycznej Partii (bolszewików) Ukrainy (KP(b)U). 1951–1955 sekretarz, a 1955–1961 II sekretarz Komitetu Obwodowego KPZR w Irkucku. W czasie gdy zajmował stanowiska partyjne w Irkucku, ukończono budowę elektrowni wodnej w Irkucku (1958), zbudowano elektrownię wodną w Bracku (1954), założono miasta Angarsk i Szelechow i oddano do użytku Kombinat Petrochemiczny w Angarsku (1955). 1961–1973 I sekretarz Komitetu Obwodowego KPZR w Tiumeni. Od 11 grudnia 1973 do 13 stycznia 1984 minister budowy przemysłu naftowego i gazowego ZSRR. Od 13 stycznia 1984 do 7 czerwca 1989 zastępca przewodniczącego Rady Ministrów ZSRR. Nadzorował działalność ministerstwa przemysłu naftowego, ministerstwa przemysłu gazowego, ministerstwa energetyki, ministerstwa przemysłu węglowego i ministerstwa geologii. 1962–1989 deputowany do Rady Najwyższej ZSRR od 6 do 11 kadencji.
W 1986 r. kierował komisją rządową w sprawie likwidacji skutków katastrofy w elektrowni jądrowej w Czarnobylu. W dniu 26 kwietnia 1986 r. udał się do położonego przy elektrowni miasta Prypeć, nakazując jego ewakuację, która rozpoczęła się następnego dnia o godzinie 14.00. Następnie zorganizowano ewakuację mieszkańców z 10- i 30-kilometrowej strefy wokół elektrowni. Komisja podejmowała decyzje m.in. w sprawie gaszenia pożaru, budowy sarkofagu nad czwartym blokiem energetycznym, odkażania terenu i budowy nowego miasta Sławutycz dla ewakuowanych mieszkańców. Współpracował w tym czasie z prof. Walerijem Legasowem, który pracował nad wyjaśnieniem przyczyn katastrofy.
Od czerwca 1989 na emeryturze. Pochowany na cmentarzu Nowodziewiczym. Pośmiertnie otrzymał honorowe obywatelstwo miasta Debalcewo. 26 listopada 2004 na głównej ulicy Tiumeni postawiono jego popiersie, a na jednym z budynków w Tiumeni wmurowano poświęconą mu tablicę pamiątkową. Jego imieniem nazwano ulicę w Chanty-Mansyjsku i bulwar w Tiumeni.

## Odznaczenia
- Medal Sierp i Młot Bohatera Pracy Socjalistycznej (6 października 1983)
- Order Lenina (czterokrotnie)
- Order Rewolucji Październikowej
- Order Czerwonego Sztandaru Pracy (dwukrotnie)
- oraz medale.